# Plocamione
Plocamione is een geslacht van sponsdieren uit de klasse van de Demospongiae (gewone sponzen).

## Soorten
- Plocamione carteri (Ridley & Duncan, 1881)
- Plocamione clopetaria (Schmidt, 1870)
- Plocamione dirrhopalina Topsent, 1927
- Plocamione hystrix (Ridley & Duncan, 1881)
- Plocamione ornata (Dendy, 1924)
- Plocamione pachysclera (Lévi & Lévi, 1983)